# Черниговский молокозавод
Черниговский молокозавод (укр. Чернігівський молокозавод) — предприятие пищевой промышленности в городе Чернигове.

## История
Изначально завод был расположен на улице Урицкого. Во время Великой Отечественно войны был разрушен. После освобождения города был восстановлен как маслозавод и размещался в помещении на углу улиц Фрунзе и Коцюбинского. В 1952—1956 годы для завода было построено 2-этажное помещение на Любечской улице и оборудовано его новым оборудованием, что позволило расширить ассортимент продукции. В 1967—1970 годы были налажены высокопродуктивные линии для производства масла, молока, мороженого, оборудован цех детского питания. В 1988 году на заводе насчитывалось 526 работников. Ежегодно молокозавод перерабатывал 125 тыс. тонн сырья и производил 55 наименований молочных продуктов. Молокозавод входил в Черниговское объединение молочной промышленности агропромышленного комплекса Черниговской области.

## Описание
24 мая 1994 года создано частное акционерное общество «Черниговский молокозавод» с размером статутного капитала 498 393,00 грн. Уполномоченное лицо — Алексей Константинович Каргаполов. Собственники ЧАО «Черниговский молокозавод»: ООО «Милкиленд-Украина» 76,06 %. Конечный бенефициар — Юркевич Анатолий Иванович, Юркевич Ольга Фёдоровна. Основателем ООО «Милкиленд-Украина» служит кипрская компания «МЛК ФУДС ПАБЛИК КОМПАНИ ЛТД», конечные бенефициары — Юркевич Анатолий Иванович, гражданин США Каплун Юрий.
На 2020 год активы составили ▼ 296,153 млн грн., выручка (оборот) — 143,348 млн грн. (в том числе 221 тыс. грн. госзакупки), обязательства — ▲ 271,253 млн грн.
Деятельность предприятия:
1. основной — Переработка молока, производство масла и сыра
2. Оптовая торговля молочными продуктами, яйцами, пищевыми маслами и жирами
3. Неспециализированная оптовая торговля
4. Розничная торговля другими продуктами питания в специализированных магазинах
5. Деятельность ресторанов, предоставление услуг мобильного питания
6. Ремонт и техническое обслуживание машин и оборудования промышленного назначения